# Il più grande uomo scimmia del Pleistocene
Il più grande uomo scimmia del Pleistocene è un romanzo scritto dal giornalista inglese Roy Lewis, che narra le vicende di un gruppo di cavernicoli dell'Africa centrale del tardo Pleistocene e le loro lotte per sopravvivere ed evolversi. Tutto però è esposto in modo umoristico, spesso facendo uso di anacronismi per scherzare su argomenti attuali che il lettore vede trasportati nell'Africa preistorica.
Edito in Italia da Adelphi, nella sua lingua originale, l'inglese, è stato pubblicato con diversi titoli: The Evolution Man ("L'uomo dell'evoluzione"), Once Upon an Ice Age ("C'era una volta in un'era glaciale") e What We Did to Father ("Cosa abbiamo fatto a papà").

## I personaggi
- Edward: è il protagonista ed il capobranco di un gruppo di ominidi che vive in una zona dell'Africa centrale, presumibilmente nell'odierna Uganda. Edward è un brillante inventore. Tra le varie scoperte attuate da lui e il suo branco si annoverano: il fuoco ed il suo uso, la dieta onnivora, la cottura degli alimenti, l'arco e il matrimonio esogamico.
Edward è un completo idealista, estremamente generoso ed è animato dal desiderio più sincero di diffondere le sue scoperte ed invenzioni tra gli altri ominidi, ma per questo incontra la contrapposizione dei figli, che vogliono mantenere la supremazia del loro branco sugli altri. Così prima insegna alle altre orde a procurarsi il fuoco selvatico (cioè quello che si ottiene dai vulcani) e poi a produrlo sfregando due selci tra loro. 
Dopo che lui inventa l'arco, i suoi figli decidono di ucciderlo, simulando un incidente con la nuova arma: non volevano che anche questa nuova invenzione fosse rivelata agli altri ominidi.
- Ernest: è il secondogenito di Edward e il narratore dell'intera vicenda. Adora la speculazione filosofica e interrogarsi sugli aspetti religiosi della vita dell'uomo. È lui il primo a ipotizzare che esista una vita dopo la morte.
- Griselda: moglie di Ernest, ambiziosa e vanitosa, continua a criticare la generosità di Edward nel condividere le sue scoperte. Pensa che le conoscenze acquisite debbano essere privilegio di pochi per fare in modo che quei pochi dominino su tutti gli altri. È infatti la prima a proporre di servirsi del fuoco per intimorire le altre orde e instaurare una sudditanza nei loro confronti.
- Millicent: è la moglie di Edward, nonché madre di Ernest e dei suoi fratelli. Si prende cura della caverna dell'orda e giunge a due importanti scoperte: la cottura della carne e l'abbigliamento.
- Oswald: è il fratello maggiore di Ernest, molto abile nella caccia.
- Wilbur: è uno dei fratelli minori di Ernest. È particolarmente abile nel lavorare la selce e nell'arte dell'artigianato. È il figlio che più si appassiona al lavoro paterno e che alla sua morte ne raccoglie il testimone.
- Alexander: è uno dei fratelli minori di Ernest, specializzato nelle pitture rupestri e nello studio del comportamento degli animali.
- William: è uno dei fratelli minori di Ernest ed è caratterizzato dalla volontà di addomesticare gli animali selvatici.
- Elsie: è la sorella di Ernest, che prima dell'introduzione dell'accoppiamento esogamico era la compagna promessa di Ernest, ma alla fine diventerà sposa di un fratello di Griselda.
- Zio Vania: fratello maggiore di Edward, è uno scorbutico ominide ancora arboricolo, assolutamente contrario ad ogni forma di evoluzione e si rifiuta per orgoglio di accettare le scoperte fatte da Edward, anche se non disdegna in inverno di scaldarsi davanti al fuoco. Deplora grandemente la stazione eretta, da lui considerata un abominio alla razza scimmiesca.
- Zio Ian: fratello di Edward, ha compiuto molti viaggi per il mondo e racconta gli avvenimenti che stanno accadendo in diverse parti del mondo nel Pleistocene. Muore tentando di cavalcare un Hipparion per raggiungere l'America.
- Zia Angela: sorella di Edward, moglie di Ian.

Attorno a tutti questi personaggi ne ruotano molti altri meno importanti, come le zie Mildred, Aggie, Nellie e Pam e le mogli dei fratelli di Ernest e le loro sorelle.

## Trama del romanzo

### Caratteristiche principali
“Il più grande uomo scimmia del Pleistocene” è un romanzo di genere fantascientifico, racconta le vicende di branco di uomini primitivi (ominidi). La vicenda si svolge nell'Africa centrale dell'inizio del Pleistocene, circa 3 milioni di anni fa, precisamente nella Rift Valley. Il romanzo presenta un narratore omodiegetico (chi racconta i fatti è un personaggio della storia), poiché i fatti sono narrati in prima persona dal figlio di Edward, Ernest. L'ambientazione è ben descritta sia dal punto di vista topografico che da quello sociale; a tal proposito la società descritta è di tipo sia innovatore (nei panni di Edward) sia conservatore (lo zio Vania).

### Trama
Una famiglia di uomini vive nel Pleistocene. Sotto la guida di Edward, il loro livello di vita migliora in modo impressionante: questi li incoraggia a scendere dagli alberi, scopre come procurarsi il fuoco, insiste perché tutti abbiano una corretta posizione eretta, inventa nuove armi e trappole per la caccia. Inoltre, obbliga i figli a sposare donne che appartengono ad un'altra orda, per favorire - a suo dire - un rimescolamento genetico e ponendo il tabù morale dell'incesto. Edward è convinto che le sue scoperte vadano condivise con gli altri gruppi di uomini-scimmia, e infatti insegna ai suoi vicini molte delle innovazioni tecniche che ha imparato. I figli, però, considerano pericoloso questo comportamento, perché preferirebbero servirsi del progresso tecnologico per imporsi sugli altri branchi quindi decidono di eliminare il padre.

## Adattamento cinematografico
Con una libera interpretazione del romanzo, nel 2015 è stato realizzato un omonimo film diretto da regista francese Jamel Debbouze.

## Edizioni
- (EN) Roy Lewis, What We Did to Father, 1960.
- (FR) Roy Lewis, Pourquoi j'ai mangé mon père, traduzione in francese di Jean Brüller, ISBN 2-266-08437-2.